# 대한민국 민법 제5조
대한민국 민법 제5조는 미성년자의 법률능력에 대한 민법 조문이다. 제한능력자 보호를 위해 법정대리인의 동의롤 요구하고 취소할 수 있도록 함과 동시에 거래 상대방 보호의 균형을 맞추기 위한 규정이다.

## 조문
제5조(미성년자의 능력) ① 미성년자가 법률행위를 함에는 법정대리인의 동의를 얻어야 한다. 그러나 권리만을 얻거나 의무만을 면하는 행위는 그러하지 아니하다.

② 전항의 규정에 위반한 행위는 취소할 수 있다.

第5條(未成年者의 能力) ① 未成年者가 法律行爲를 함에는 法定代理人의 同意를 얻어야 한다. 그러나 權利만을 얻거나 義務만을 免하는 行爲는 그러하지 아니하다.

②前項의 規定에 違反한 行爲는 取消할 수 있다.

## 비교조문
일본민법 제5조 (미성년자의 법률행위)
1. 미성년자가 법률행위를 함에는 그 법정대리인의 동의를 얻어야 한다. 그러나 단순히 권리를 얻거나 또는 의무를 면하는 법률행위에 대해서는 그러하지 아니하다.
2 전항의 규정에 반하는 법률행위는 취소할 수 있다.

第五条
1. 未成年者が法律行為をするには、その法定代理人の同意を得なければならない。ただし、単に権利を得、又は義務を免れる法律行為については、この限りでない。
2. 前項の規定に反する法律行為は、取り消すことができる。

## 사례
- 태블릿 PC를 구입하고 실컷 사용하다 마음에 들지 않는다고 환불해달라고 하는 미성년자에게 판매자는 요구가 부당하다고 생각하지만 법적으로는 환불해줘야 한다.[1]

- 미성년자가 부모의 휴대전화로 결제한 아이템 금액은 미성년자의 법률행위는 법정 대리인이 취소할 수 있기 때문에 아버지의 휴대전화로 미성년자인 자녀가 게임 아이템을 결제했다면 아버지 본인이 결제하지 않았다는 소명을 하고 취소할 수 있다[2].

- 만 19세의 대학생인데 외판원에게 '산업안전기사자격증 교재'를 39만원에 구입하였는데 반품하려고 하는 경우, 법정 대리인이나 부모의 동의가 없었다면 청약철회기간인 14일이 경과되었더라도 해약, 반품할 수 있도록 하고 있어 소비자는 해약을 요구하는 내용을 서면으로 작성한 후 판매업자에게 내용증명으로 발송하면 무상해약과 반품이 가능하다.[3]

- 미성년자가 부모의 동의를 받은 것처럼 속였다거나 부모가 대금을 납부해준 경우, 또 계약 당시에는 미성년자였더라도 납부기간 동안 성년이 되어 단 한 번이라도 대금을 지불한 적이 있다면 법적 보호를 받을 수 없다.[4]

- 야간고등학교에 다니며 낮에는 상시 근로자 수 10인인 봉제공장에서 일하고 있는 18세의 미성년자가 최근 3개월분 임금을 지급 받지 못한 경우, 미성년자가 단독으로 임금청구를 할 수 있다[5]

- 미성년자가 임대차계약과 같은 법률행위를 하기 위해서는 법정대리인(예: 부모)의 동의를 얻어야 하고, 이를 위반할 경우에는 위 법률행위를 취소할 수 있기 때문에 부동산 공인중개사들은 향후에 취소될 위험을 막기 위해서 ‘친권자 동의서’(부모가 임대차계약을 동의한다는 내용의 서면)를 요구하고 이 동의서가 없으면 계약을 진행하지 않으려는 경향이 있다[6].

## 판례
- 미성년자는 단독으로 경락인이 될 수 없다[7]
- 부양을 받을 미성년자라 하더라도 부양의무자인 친권자가 그를 부양하고 있지 않은 이상 그 부양료를 부양의무자인 친권자에게 직접 청구할 수 있다[8]
- 미성년자는 원칙적으로 법정대리인에 의하여만 소송행위를 할 수 있으나 미성년자자신의 노무제공에 따른 임금의 청구는 근로기준법 제54조(현행 근로기준법 제66조)의 규정에 의하여 독자적으로 할 수 있다[9]
- 미성년자에게 이전된 등기는 적법하게 경료된 것으로 추정된다[10]

## 참고 문헌
- 오현수, 일본민법, 진원사, 2014. ISBN 9788963463452
- 오세경, 대법전, 법전출판사, 2014 ISBN 9788926210277
- 이준현, LOGOS 민법 조문판례집, 미래가치, 2015. ISBN 9791155020869

## 같이 보기
- 미성년자